# 마리아 칼라스
마리아 칼라스(영어: Maria Callas, 1923년 12월 2일 - 1977년 9월 16일)는 그리스계 미국, 이탈리아의 오페라 가수이자 뮤지컬 배우, 피아니스트, 교육자이며, 소프라노였다. 2차 세계 대전 이후 가장 유명했던 오페라 가수 가운데 하나였다. 본명은 마리아 아나 소피아 케킬리아 칼로예로풀루(그리스어: Μαρία Άννα Σοφία Καικιλία Καλογεροπούλου)였으며 부모는 그리스계 미국인이었다.
1938년 그리스 국립 아테네 음악원에 입학하여 1941년 수료한 뒤 《카발레리아 루스티카나 (Cavalleria Rusticana)》의 산투차 역으로 데뷔하였다. 1945년 미국으로 진출한 뒤 주목받지 못하다가 1945년 이후 아테네 극장과 이탈리아 밀라노의 스칼라 오페라단에서 토스카, 노르마 등의 주연을 맡아 명성을 날렸으며, 1950년대 이후에는 미국 메트로폴리탄 가극장 등에서도 활약하였다. 1971년부터 1972년에는 줄리어드 음악원에서 성악과 오페라를 강의하기도 했다. 1965년 이후에는 오페라 연출 및 연기지도에도 참여하고 1970년에는 영화 메데아에 캐스팅되기도 하였다.

## 생애 및 활동

### 출생
1923년 12월 2일 미국 뉴욕 시에서 아테네 대학 약대를 졸업한 약사 요르고스 칼로예로풀로스(Γιώργος Καλογερόπουλος)와 배우 지망생이었던 에방겔리아 디미트리아두(Ευαγγελία Δημητριάδου) 부부의 둘째 딸로 태어났다. 그의 본명은 칼로예로풀루였으나 발음이 쉽게 하기 위해 영어식인 칼라스로 줄였다. 그의 부모는 양가 집안의 반대를 피할 겸 생계를 위해 미국으로 건너온 그리스인 이민자였다. 아버지 요르고스 칼로예로풀로스는 노동자를 전전하다가 마리아가 태어날 무렵 약사 면허를 취득하고 뉴욕 시내에 약국을 개업하였다.
아버지 요르고스는 아들을 기대하였으나 딸이 태어나 실망했다 하며, 어릴 때부터 뚱뚱한 체구와 고도의 근시로 날씬한 친언니와 비교되며 부모의 사랑을 받지 못했다. 어머니 에방겔리아는 그가 태어나자 산부인과 의사에게 "저리 치우지 못해요!"라고 답했다 한다. 그가 태어난지 2~4개월이 경과한 후에 그의 출생을 인정했다 한다. 어머니 에방겔리아는 불만이 많았는데 성악가, 배우가 되려는 꿈을 포기한 데 대한 불만, 집안의 반대 등으로 결혼생활이 순조롭지 않았던 탓에 잘 웃지 않았고, 어려서부터 그는 어머니 에방겔리아를 만족시키기 위해 열심히 노래연습을 하였다. 어머니 에방겔리아가 유일하게 미소지을 때는 그가 노래를 부를 때였다.

### 유년기와 소녀기
1937년 부모의 이혼 이후 어머니와 함께 생활하였다. 그러나 어머니 에방겔리아는 마리아 칼라스에게 생활비와 용돈을 계속 요구하였고, 칼라스는 아테네 음악원 재학 중 어머니와도 교류를 끊고, 데뷔 전까지 아르바이트 및 친언니가 주는 생활비로 생활하였다. 1947년 조반니바티스타 메네기니와 결혼한 이후에는 친정 쪽 가족과는 연락을 끊었다.
어려서는 뚱뚱한 체구로 한때 그리스에 체류 중 폭식증에 걸리기도 했다 한다. 그러나 오페라극의 소프라노 이미지에 맞지 않는다 하여 그는 청소년기 무렵 30kg의 체중을 감량하였다. 또한 근시가 심해 두꺼운 안경을 착용하기도 했다. 1929년 7월 마리아 칼라스는 교통사고를 당하기도 했으며, 아버지 요르고스는 주식에 투자했다가 뉴욕증권시장의 폭락으로 자신이 운영하던 약국을 팔아야 했다. 1930년경부터 음악공부를 시작하였다. 1933년 5월 초 그가 라 팔라오모나(La Palaomona, 비둘기)를 직접 피아노를 치면서 부르자 지나가던 사람들이 모여 노래가 끝날 때까지 서 있었다 한다. 어머니 에방겔리아는 남동생 에프시미오스(Ευθύμιος)에게 둘째딸 마리아의 그리스 국립 아테네 음악원 입학을 주선하게 하였고, 자신이 못이룬 배우, 성악가의 꿈을 딸을 통해 이루려 하였다.
1934년 미국 뮤투얼 라디오 방송국의 아마추어 노래 경연대회에 출전, 라 팔로마를 불러 예선을 통과하고 본선에 출전하였으며 최우수상을 받았다.

### 아테네 음악원 재학 시절
1937년 아테네의 그리스 국립 아테네 음악원(National Conservatoire)에 입학하기 위해 어머니, 언니와 함께 그리스로 건너가 아테네 시에 체류하며 국립 아테네 음악원에서 스페인 출신 소프라노 엘비라 데 히다르고(Elvira De Hidalgo)와 마르키안디, 마리아 트리빌라(Maria Trivella) 등에게 성악법을 배웠다. 당시 그는 학생 신분으로 가족을 부양하던 중, 계속 용돈을 요구하던 어머니 에반겔리아와 떨어져 지내며 친언니 및 외삼촌 에프티미오의 도움을 받았다. 엘비라 히다르고는 그의 형편을 딱하게 여겨 학비를 면제받게 했고, 강의가 끝난 뒤에도 개인지도를 해주었다.
1938년 아테네에서 《카발레리아 루스티카나 (Cavalleria Rusticana)》의 산투차 역으로 데뷔하였다. 이후 50여 편의 넘는 오페라, 가곡의 배역을 맡았고 20편 이상의 오페라 전곡을 음반으로 녹음했다. 이어 1940년 그리스 국립 리사이틀 테아트레(Lyric Theatre)에서 주페의 오페레타 《조반니 보카치오 (Boccaccio)》를 선보였고, 1941년 히다르고 교수의 추천으로 마리아는 아테네 오페라단의 평생 회원의 자격을 얻었다.

### 오페라 가수 생활

#### 데뷔 초기
1944년 7년만에 아버지 요르고스의 편지를 접하게 되었다. 1945년 8월 3일 아테네에서 솔로 리사이틀 겸 작별 콘서트를 하고 미국으로 갈 여비를 모았다. 1945년 9월 미국 뉴욕으로 돌아와 아버지와 함께 생활하였으며 단역을 전전했다. 그 해 메트로폴리탄 오페라단에 응모하였으나 주목받지 못하였고, 95kg의 거구가 지적받자 다시 다이어트를 시작하여 감량에 성공한다. 칼라스의 회고에 의하면 영화 로마의 휴일의 주연 오드리 햅번의 미모에 반한 것이 다이어트의 계기가 되었다 한다.
1946년 메트로폴리탄 오페라단의 단장 에드워드 존슨이 마리아 칼라스의 노래를 듣고 매료되어 메트로폴리탄의 1946년에서 1947년 시즌에서 베토벤의 피델리오와 푸치니의 나비부인의 주연 나비부인역을 제의했으나 마리아는 거절했다 피델리오를 영어로 부르는 것이 싫었고, 81Kg의 체중으로 15세의 가냘픈 여자 역할을 하는게 싫어서였다 한다. 1946년 시카고 오페라단의 단장 바가로치는 말 이탈리아의 오타비오 스코토의 도움을 받아 시카고 오페라단을 되살리려는 프로젝트를 시작해서 세르조 파일로니(Sergio Failoni)의 지휘와 칼라스의 주연으로 투란도트를 연주하려고 기획했으나 1947년 1월 공연을 몇 일 남기고 후원사인 시카고 컴퍼니의 파산으로 공연은 무산되었다.
1947년 초 시카고 컴퍼니사의 직원이었던 이탈리아 베이스 가수 니콜라 로시 레미니(Nicola Rossi Lemeni)에게서 베로나 오페라 페스티벌의 예술 감독인 조반니 체나텔로(Giovanni Zenatello)를 소개받았다. 자나텔로는 칼라스의 노래에 매료되어 《라 조콘다 (La Gioconda)》의 주연으로 캐스팅했다. 1947년 칼라스는 오페라의 꿈을 포기하라는 주변의 권고를 물리치고 다시 이탈리아로 건너갔다. 6월 27일 나폴리에 도착, 《라 조콘다 (La Gioconda)》를 연습하였다.
1947년 7월에 베로나 음악제에서 폰키엘리의 《라 조콘다》의 타이틀 롤을 불렀고, 8월 3일 베로나의 아레나에서 《라 조콘다》를 불러 이탈리아에서 인정받게 되었다. 이후 그는 한때 이탈리아인들이 일부 소프라노 등에게 붙이는 "라 디비나 (오페라의 성자)"라는 별칭을 받기도 했다. 공연은 성공적이었으나 별 인상을 남기지 못해 주목받지 못하다가, 1947년 12월 베니스에서 이탈리아어로 상영되는 바그너의 《트리스탄과 이졸데》의 이졸데역에 캐스팅되고, 바로 자코모 푸치니의 투란도트의 타이틀롤로 주목을 받아 재계약을 맺게 되었다. 베로나 아레나 공연에서 그의 재능을 알아본 조반니바티스타 메네기니는 그의 후원자가 되었다. 이후 주로 투란도트를 공연하였다.

#### 연애와 결혼
한때 연극, 영화감독이었던 루키노 비스콘티와 사랑에 빠졌으나 곧 결별하였다. 1946년 조반니바티스타 메네기니(Giovanni Battista Meneghini)를 만나고, 메네기니는 곧 그의 팬이자 열렬한 후원자, 매니저가 되었다. 1947년 28년 연상의 메네기니와 동거하다가 곧 결혼하였다. 메네기기는 그의 음반과 각종 활동비용을 후원하였고 칼라스는 노래와 오페라, 가극에만 전념하였다. 그러나 1957년 선박왕 오나시스를 만나면서 먼저 이혼을 요구하여 이혼하였다.
결혼식 직후 친정어머니 에방겔리아는 내 딸 칼라스라는 책을 내 그를 인신공격하였다. 또한 방송에 출연한 에방겔리아는 "마리아같은 여자는 진정한 사랑이 무엇인지 모르기 때문에 영원히 행복하지 못할 것"이라며 비난을 쏟아냈다. 이후 칼라스는 친정 가족들과의 의절을 선언하고 연락을 끊어버렸다. 그리스에서의 데뷔를 포기한 칼라스는 미국, 이탈리아에서 데뷔를 시도한다. 이후 그는 마리아 메네기니 칼라스(Maria Meneghini Callas)로 이름을 바꾸었다가 이혼 후 다시 마리아 칼라스라는 이름을 사용하였다.

#### 이탈리아에서의 활동
1947년 밀라노의 라 스칼라 오페라단에 입단하고, 《청교도 (I puritani)》의 단역으로 캐스팅되었으나 주인공 엘비라 역으로 낙점된 마르게리타 카로시오(Margherita Carosio)가 독감에 걸려, 예정에 없이 그가 캐스팅되었다. 대역으로 투입된 칼라스는 3일의 연습으로 무대에 섰는데 호평을 받았다. 이어 레나테 테발디가 갑자기 아프게 되어 아이다의 주연 아이다 역을 맡을 수가 없게 되었다. 이때 스칼라 오페라단은 칼라스에게 아이다 역의 대역으로 투입했고, 아이다 공연으로 크게 호평을 받으면서 명성을 얻게 되었다. 《청교도》의 엘비라 역, 《아이다》의 아이다 역, 《토스카 Tosca》의 토스카 역 등을 소화해낸 뒤 《노르마》, 《람메르무어의 루치아(Lucia di Lammermoor)》 등의 주인공역으로 호평을 받았다. 특히 토스카 공연 중에는 열연하던 중 가발에 불이 붙었으나 끝까지 아리아를 부르기도 했다.
1948년 베니스, 로마, 제노바 등에서 트리스탄과 이졸데, 투란도트, 레오노라를 공연하고 1948년 연말에는 아이다와 노르마 등을 주로 하였다. 1948년 11월 30일 피렌체의 테아트로 코무날레에서 공연한 노르마는 흥행하였다. 1949년 초, 브룬힐데의 브룬힐데 역을 11일간 하였다. 1949년에는 베니스에서 활동하였으며 4월 21일 베로나에서 메네기니와 정식 결혼식을 올린 뒤 아르헨티나로 건너가 부에노스아이레스에서 공연하였다. 이후 메네기니의 후원으로 2년간 돈 걱정 없이 이탈리아와 프랑스, 독일, 영국 등에서 공연을 하였다. 1949년 11월에는 칼라스의 최초의 판매용 음반을 체르타 음반사에서 녹음했다. 비용은 메네기니가 부담하였다.
1950년 3월 밀라노의 라 스칼라 극장에서 레나타 테발디 대신 대역으로 투입되어 《아이다》의 타이틀 롤을 불렀으나 라 스칼라 극장 매니저 안토니오 기린겔리는 칼라스를 외면하였다. 1951년 1월 라 스칼라 극장의 시즌 개막공연에서 대단한 호평을 받았다. 1951년부터 밀라노의 라 스칼라 극장을 중심으로 활약하여 《노르마》, 《안나 볼레나》, 《메데아》 등 발굴되지 않았던 명작에 출연하였으며, 1952년에는 코벤트 가든의 초청을 받아 노르마, 토스카 등을 선보였다. 1954년 11월 1일 시카고 오페라 극장에서 상영된 노르마(Norma)에서 노르마 역으로 미국에서 데뷔했고, 1956년 10월 29일 뉴욕 시 메트로폴리탄 오페라 극장에서 상영된 노르마에서도 캐스팅되었다. 이때 타임지는 어머니 에반겔리아와의 인터뷰 기사를 싣는다. 칼라스는 어머니 에반겔리아가 자신의 유년 시절을 빼앗아갔다고 자주 비난했고, 두번 다시는 어머니를 보지 않겠다고 선언한다. 1957년 이후로는 메트로폴리탄 가극장에서 활약하였다.

#### 유럽 순회 공연
1957년 4월 마리아 칼라스는 남편 메네기니 및 루키노 비스콘티와 함께 도니제티의 안나 볼레나(Anna Bolena) 스토리를 읽고 시연을 기획했다. 시연 후 비평가들의 열광적인 호평을 받았다. 1958년 1월 2일 로마 오페라(Opera di Roma) 극장에서 이탈리아 대통령 조반니 그론키 앞에서 노르마를 공연했으나 몸이 좋지 않아 약을 먹고 공연하였으나, 통증과 약기운 등으로 공연 중간에 그만두게 됐다. 이때 이탈리아의 청중들은 화가 나서 그녀를 맹비난했다. 동시에 칼라스는 극장주와도 격렬히 싸우고 극장과의 관계를 청산했다.
1958년 5월 라 스칼라 극장에서 피에타 공연 중, 감독 안토니오 기린겔리와의 오랜 갈등으로 59년 말까지 남은 계약 기간동안 스칼라 극장에서 공연하지 않을 것을 결심했다. 그런데 58년 11월 6일 메트로폴리탄 극장의 루돌프 빙(Rudolf Bing) 총감독은 1959년 시즌에 칼라스를 투입하지 않기로 하고 해고를 통보해왔다. 남편인 메네기니는 유럽의 콘서트를 알아보았고, 1958년 12월 19일 칼라스는 파리에서 파리 오페라(Paris Opera)의 콘서트에서 화려하게 재기에 성공했다. 이후 오나시스 등의 명사들이 그에게 관심을 갖게 되었다.
그는 미국과 유럽 전지역의 극장에서 공연하거나 초청받았고 이탈리아 오페라, 프랑스 오페라, 독일 오페라, 영국 오페라와 현대 뮤지컬 등 다양한 장르의 오페라와 뮤지컬에 주연과 조연으로 출연, 소화하였다. 성역이 넓고 성량도 풍부하며 레퍼토리도 다양하였다. 스케일이 큰 연기 및 가창표현, 비범한 발성 능력을 요구하는 다양한 배역을 소화해냈다. 그는 동시대의 소프라노 중 레나타 테발디와 종종 비교되었으며, 토스카나 나비부인 등의 주연을 놓고 경합을 벌이기도 했다. 1958년 파리 오페라제에 초청되었다. 당시 파리 공연 중 그는 그리스의 선박왕 애리스토틀 오나시스를 만나는데, 오나시스는 VIP석에서 그의 노래 모습을 지켜보다가 매료된다. 이후 오나시스는 그에게 계속 구애해왔다. 1963년 파리의 애비뉴 포크로 이주하였다.
1963년 6월 5일 파리에서 토스카 공연을 선보였다. 1964년 1월 콘벤트 가든에서 토스카를 공연했는데, 위대한 공연이라는 호평을 받았다. 1965년 2월 프랑스 파리에서 토스카를 아홉 번 공연하고 3월에는 미국 뉴욕에서 토스카를 두 번, 5월에는 다시 파리에서 노르마를 다섯 번 공연하였다. 이때 피로를 느꼈으나 공연을 강행하였고, 공연을 취소하라는 의사의 충고에도 7월 콘서트를 강행한다. 1965년 7월 5일 영국 런던 코벤트 가든에서 상영된 토스카의 주연 토스카 역을 맡아보았고, 1965년부터는 오페라 연출, 연기지도 등도 맡아보았다. 1966년 칼라스는 파리 외곽으로 이주, 1970년에는 영화 그리스 신화를 소재로 한 피에르 파올로 파솔리니의 영화 《메데아》에 출연하였다.

### 이혼과 은둔 생활

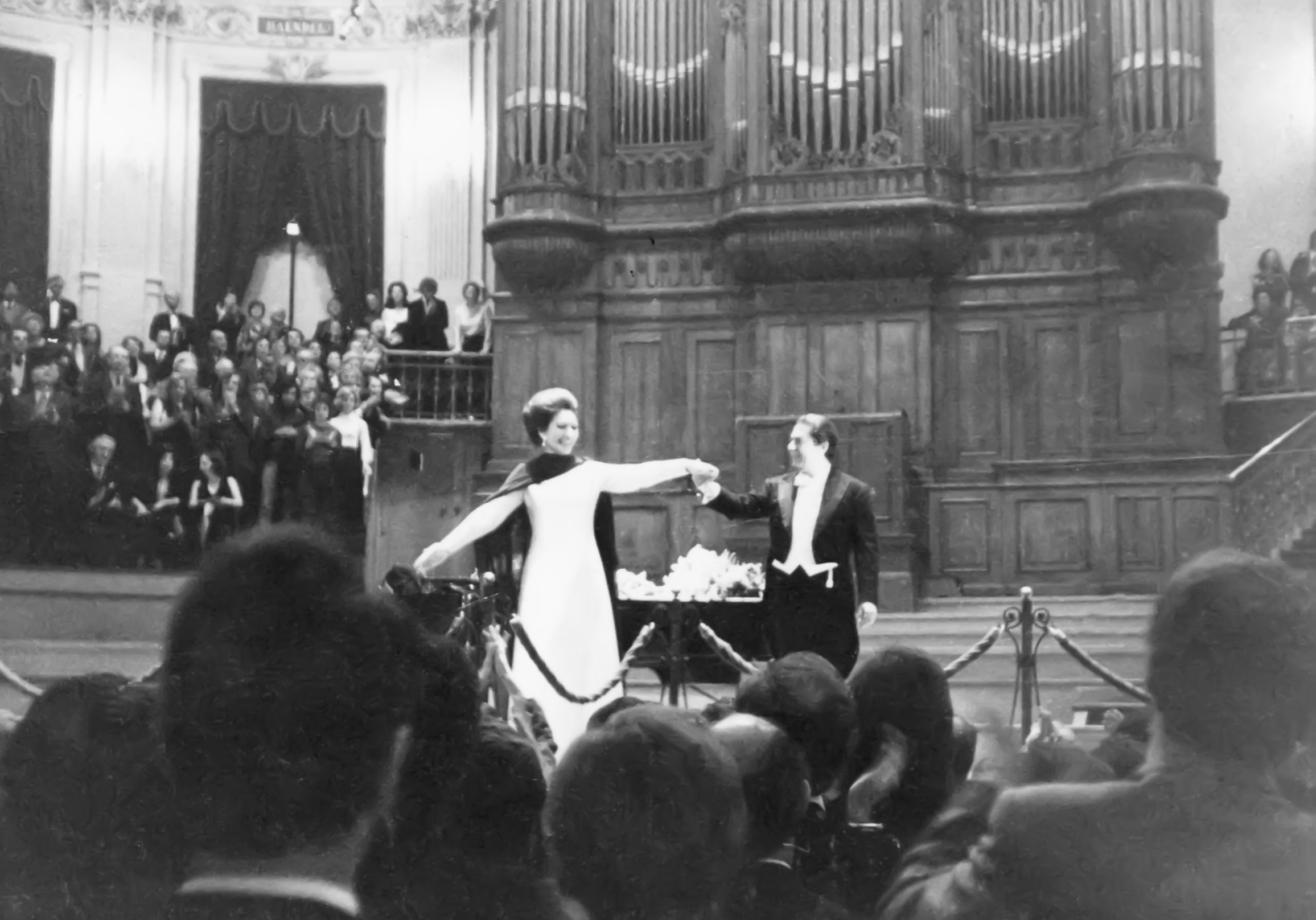
1973년 네덜란드 암스테르담 순회공연

자신의 후원자이자 이탈리아 부호였던 메네기니와 결혼생활 중 남편 메네기니와 함께 참석한 한 연회장에서 오나시스를 만나 사랑에 빠졌다. 오나시스는 자신의 유람선에 칼라스, 메네기니 부부를 초청해 3주간 항해하였고, 칼라스는 그에게서 20벌의 드레스와 각종 신발, 장신구 등을 선물받았다. 칼라스는 남편이자 후원자였던 메네기니를 버리고 오나시스와 동거하였다. 1960년 초에는 오나시스를 따라 상류사회의 생활과 사교계에 다니며 작품 활동이 뜸하였다.
칼라스는 먼저 메네기니와 이혼을 요구, 이혼 후 오나시스와 결혼하고자 하였으나 오나시스는 1963년 존 F. 케네디와 재클린 내외를 자신의 유람선으로 초대한 뒤, 그해 11월 케네디 대통령이 암살당하자 미망인 재클린 케네디와 연인이 되고 칼라스는 이 무렵 아기를 유산하였다. 동시에 그의 목소리에 이상이 생겼고, 공연 도중에 또는 공연 사전에 연이은 공연 취소와 비난에 직면했다. 칼라스는 1965년 코벤트 가든에서의 '토스카'의 주연 토스카역을 끝으로 은퇴를 선언했다. 1966년 미국 시민권을 포기하고 그리스 국적을 취득하였으나, 1968년 오나시스와 재클린의 결혼 이후 칼라스는 미국 국적을 다시 회복하고 프랑스로 건너가 은둔하였다.
1971년 영화 메데아에 다시 캐스팅되었다. 1971년부터 1972년까지 미국 줄리어드 음악 스쿨의 교수로 특별 초청되어 오페라, 성악을 지도하렸고, 마스터클래스 실기교실의 교수로 초빙되어 특별 강의를 열기도 했다. 1972년부터 1973년 오랜 친구이자 옛 연인이던 주세페 디 스테파노와 함께 미국과 유럽 순회 공연을 다녀왔다. 스테파노의 딸의 치료비를 마련하지 못했다는 소식을 접한 그는 스테파노와 함께 스테파노 딸의 치료비 마련을 위한 세계 순회 공연을 수락한다. 1973년의 극동 아시아 순회 공연때는 디 스테파노와 리사이틀을 열었다.

### 생애 후반
1973년 이탈리아로 건너가 시칠리아의 저녁기도(I Vespri Siciliani)의 연출을 맡았다.
1973년 영국 런던에서 주세페 디 스테파노와 함께 리턴 투 마리아 칼라스 순회공연을 하였다. 1974년 10월 한국을 방문, 서울특별시 이화여자대학교 강당에서 카르멘과 라 조콘다, 메피스토펠레스, 쟌니 스키키, 라 보엠, 토스카 등의 타이틀롤을 선보이고 프랑스로 돌아갔다가 11월 9일 일본측의 초청으로 호세 카레라스와 함께 비행기편으로 일본 도쿄를 방문, 인터뷰 후 삿포로에서도 카르멘, 토스카 등을 선보였다. 그해 11월 말 디 스테파노와 연락을 끊게 되었다.
말년에는 우울증과 불면증에 시달렸고 프랑스 파리시 외곽의 허름한 아파트에서 은둔하였으며 1976년 오나시스의 이혼 도중 사망 소식을 접했고, 그는 충격을 받고 고독과 공허함 등에 시달렸다. 1977년 9월 14일 우울증 약물 및 수면제 과다복용 등으로 인한 쇼크성 심장마비로 사망했다. 한때 자살설이 돌아, 극심한 고독에 의한 자살이라고도 하였다. 시신은 화장되어 납골당에 안치되었으나 여러 번 도난을 반복하다가 에게해에 뿌려졌다. 그의 나이 55세였다.

### 사후
로만 폴란스키에 의해 그의 일대기를 영화화한 마스터 클래스가 상영되었다. 2002년 이탈리아에서 마리아 칼라스 사망 25주년을 기념하여 영화 칼라스 포에버가 제작, 상영되었다. 영화는 칼라스의 절친한 친구였던 이탈리아인 프란코 체피렐리가 맡았으며, 음악감독 유진 콘은 1970년 이후 3년간 칼라스의 공연에 동행하며 피아노 연주자를 하였다. 또한 스태프 겸 메이크업 감독으로 참여한 닐로 자코포니는 1970년과 71년 마리아 칼라스가 출연한 영화 메데아의 스태프였다. 프란코 체피렐리는 마리아 칼라스 관련 영화 상영 제의를 받았으나 주로 칼라스의 사생활에 대한 내용이었으므로 대부분 거절하였다.
2007년 그리스에서는 마리아 칼라스의 해로 지정하고 사망 30주년을 기념하여 국가적 기념행사를 개최했고, 독일, 미국, 이탈리아, 프랑스, 영국, 일본, 한국 등에서도 그의 소추모제가 산발적으로 열렸다.

## 평가
전후 최고의 소프라노 가수로 테발디와 함께 프리마돈나로 불리며, 그녀만큼 저널리즘의 주목을 받은 가수도 드물다. 그녀의 폭넓은 성역(聲域)과 뛰어난 기교, 그리고 훌륭한 무대에서의 연기는 명가수 릴리 레만 이후의 명소프라노로 높이 평가됨과 동시에 바그너의 《트리스탄과 이졸데》의 중후한 이졸데 역에서 경묘한 루치아까지 충분한 역량을 발휘하였다. 더구나 그 뛰어난 극적 표현과 완벽한 가창은 비할 바가 없다고 평가된다. 레코딩한 음반은 수없이 많으며 그 어느 것이나 모두 명연기로 평가받는다.
반대로 그녀의 기교를 흠잡는 비평가도 있었지만, 그의 힘차면서도 강렬하며 선이 굵은 목소리와 가창력, 카리스마적인 연기능력 등은 인정받았다. 그밖에 도도한 성격과 변덕스런 기질 때문에 악평을 얻기도 했다.

## 기타

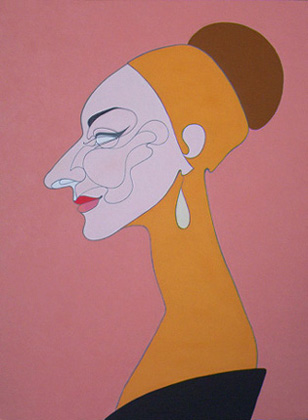
마리아 칼라스의 초상화

그리스 부호 메네기니와의 결혼과 이혼, 그리스의 선박왕 오나시스와의 연애 등의 염문 및 재클린 케네디 오나시스 및 레나타 테발디 등과의 갈등, 극장측, 오페라단, 다른 성악가들과의 충돌과 갈등 등으로 화제가 되기도 했다.
푸치니, 벨리니, 로시니, 도니체티, 케루비니 등의 잘 알려지지 않은 작품들이 세상에 알려진 것이 칼라스의 능숙한 가창력의 덕이었다는 평도 있다.
주요 작품은 주로 영국의 레코드회사인 영국 EMI에서 냈다.

## 같이 보기
- 레나타 테발디
- 재클린 케네디 오나시스
- 조반니 바티스타 메네기니
- 아리스토틀 오나시스

## 참고 문헌
- Gagelmann, Rainer Benedict, "International Maria Callas Bibliography" (includes almost 1,000 publications) www.callas-club.de
- Galatopoulos, Stelios, Maria Callas, Sacred Monster, New York: Simon and Schuster, 1998, ISBN 0-684-85985-8
- Petsalis-Diomidis, Nicholas (2001). 《The Unknown Callas: The Greek Years》. Amadeus Press. ISBN 1-57467-059-X.
- Scott, Michael (1992). 《Maria Meneghini Callas》. UPNE. ISBN 1-55553-146-6.
- Philippe-Joseph Salazar, "Le Mausolée Callas," Liberation, September 26, 1977.
- Seletsky, Robert E., "The Performance Practice of Maria Callas: Interpretation and Instinct", The Opera Quarterly, 20/4 (2004), pp. 587–602.
- Seletsky, Robert E., "Callas at EMI: Remastering and Perception"; "A Callas Recording Update"; "A Callas Recording Update...updated", The Opera Quarterly, 16/2 (2000), pp. 240–55; 21/2 (2005), pp. 387–91; 21/3, pp. 545–6 (2005).
- Stancioff, Nadia, Maria: Callas Remembered. An Intimate Portrait of the Private Callas, New York: E. P. Dutton, 1987, ISBN 0-525-24565-0
- Stassinopoulos, Arianna, Maria Callas: The Woman Behind The Legend, New York: Simon and Schuster, 1981, ISBN 0-671-25583-5